# John Barrea Zabriskie

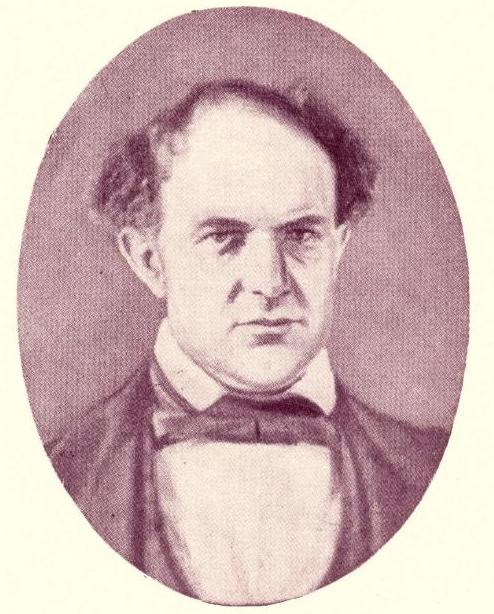
John Barrea Zabriskie

John Barrea Zabriskie (ur. 25 kwietnia 1805 w Greenbush, Nowy Jork, zm. 8 lutego 1848) – amerykański lekarz.
Urodził się 25 kwietnia 1805 roku, jako syn wielebnego Johna L. Zabriskie i Sarah Barrea w Greenbush. Po sześciu latach rodzina przeniosła się do Millstone, New Jersey., gdzie uczęszczał do szkoły. Potem uczęszczał do szkoły w Schenectady. W 1824 rozpoczął studia medyczne, najpierw u Williama McKeesicka w Millstone, potem w College of Physicians of New York. W 1827 otrzymał tytuł medycyny na University of Pennsylvania.
Był przewodniczącym Kings County Medical Society w 1839, wiceprzewodniczącym w latach 1833, 1834 i 1835, sekretarzem w latach 1831-32. Członek Erasmus Hall Academy.
Zmarł w 1848 roku na chorobę zakaźną.